# 中山久美子
中山 久美子（なかやま くみこ、1960年10月8日 - 、てんびん座、O型、神奈川県横浜市出身）は、日本のアニメーションカラーコーディネーター。

## 略歴
横浜の市立高校を卒業後に一旦はOLとなるが、体質が合わずに退職した後、東京デザイナー学院へ入学する。卒業した後、葦プロへ入社してタツノコプロのテレビアニメ『ヤットデタマン』で仕上げのデビュー、葦プロのテレビアニメ『超獣機神ダンクーガ』で色指定のデビューをそれぞれ果たす。6年目からはフリーランスとなった。
アニメーターの菊池通隆いわく、角川書店の『月刊ニュータイプ』の表紙で中山の仕上げを意識し始め、彼女の参加していなかったテレビアニメ『超音戦士ボーグマン』の雑誌向け版権画の色指定を発注するようになり、打ち合わせを経て「これが版権物の本当の姿だよなぁ」と感じたとのこと。これは、当時のアニメ業界で版権物の作成に際して動くのが進行であり、原画と仕上げが密接に打ち合わせる概念が存在しなかったためである。

## 参加作品

### テレビアニメ
- ヤットデタマン：仕上げ
- 魔法のプリンセス ミンキーモモ（第1作）：仕上検査
- 超獣機神ダンクーガ：色指定
- マシンロボ クロノスの大逆襲：色彩設定
- 忍者戦士飛影：色指定
- ヒートガイジェイ：色彩設計
- デビルマンレディー：色彩設計
- 破邪巨星Gダンガイオー：色彩設計
- 超重神グラヴィオン（第1期）：色彩設定
- キスダム -ENGAGE planet-：色彩設計
- ノエイン もうひとりの君へ：色彩設計
- 創聖のアクエリオン：色彩設計
- マクロスF：色彩設計
- IS 〈インフィニット・ストラトス〉：色彩設計
- アクエリオンEVOL：色彩設計
- クラシカロイド：色彩設計
- 星合の空：色彩設計

### OVA
- バイオレンスジャック ハーレムボンバー：色彩設定
- 超獣機神ダンクーガ 失われた者たちへの鎮魂歌：色彩設定
- 戦え!!イクサー1（Act.III 完結編）：仕上げ検査
- 魔境外伝レディウス：色彩設定
- 魔龍戦紀：色指定・セル検査
- トウキョウ・バイス：色設定
- 冥王計画ゼオライマー：色指定
- BASTARD!! -暗黒の破壊神-：色彩設定
- レイアース：色彩設計
- THE八犬伝：色彩設定
- スケバン刑事：色彩設定
- 間の楔：色彩設定
- 精霊使い：色彩設定
- 太陽の船 ソルビアンカ：色彩設計
- 超人学園ゴウカイザー：色彩設定
- 創星のアクエリオン：色彩設計

### 劇場アニメ
- 戦国魔神ゴーショーグン 時の異邦人：色彩設定
- 劇場版 マクロスF：色彩設計
- マクロスFB7 オレノウタヲキケ!：色彩設計
- コードギアス 亡国のアキト：色彩設計
- 宇宙戦艦ヤマト2205 新たなる旅立ち：色彩設計[3]

### その他
- ニュータイプ100%コレクション6 機甲戦記ドラグナー：彩色
- ニュータイプ100%コレクション8 機甲戦記ドラグナー 2：セルワークス
- 美少女戦士セーラームーン 公式ガイドブック：表紙セルワーク
- パソコンパラダイス（1995年5月号 - 1997年4月号）：表紙彩色
- この世の果てで恋を唄う少女YU-NO：パッケージセルワーク
- SUPER∞STREAM：ジャケットカラーコーディネート